# Clara Rybak-Andersen
Clara Rybak-Andersen, född 18 december 2003, är en dansk simmare. 

## Karriär
Vid olympiska sommarspelen 2020 i Tokyo, som arrangerades 2021, var Rybak-Andersen en del av Danmarks lag tillsammans med Karoline Sørensen, Emilie Beckmann och Signe Bro som slutade på 15:e plats i försöksheatet på 4×100 meter medley.
Vid EM 2024 i Belgrad tog Rybak-Andersen silver på 200 meter bröstsim samt var en del av Danmarks lag som tog brons på 4×100 meter medley.